# Luis Angel El Flaco
Luis Ángel Franco Rivera, plus connu sous le nom de scène Luis Ángel "El Flaco", est un chanteur de musique régionale mexicaine, né le 7 mars 1984 à Mazatlán qui exerce son métier principalement dans le genre Banda. Formé au chant et à l'Opéra par l'institut universitaire « Escuela de Artes José Limón » de Culiacán, il a établi sa réputation, au Mexique et aux États-Unis, en travaillant pendant seize ans au sein de la Banda Los Recoditos (es), et a entrepris en 2019, une carrière de musicien soliste.

## Carrière
En 2003, il devient l'un des chanteurs de la Banda Los Recoditos dans laquelle il travaille pendant seize ans.

## Anecdotes
En juin 2021, Luis Angel Franco a partagé sur son compte Instagram, la photographie du plancher de la scène, au cours d'un concert qu'il a donné aux États-Unis, tapissés de dollars que le public envoie en tant que pourboire.

## Sources
- (es) Luis Angel Franco, « De Alcurnia », Page Facebook, Mazatlán, Sinaloa, De Alcurnia, 15 aout 2019.
- (es) Jorge Rodarte, « A Luis Ángel "El Flaco" le avientan dólares en pleno show en Estados Unidos » [html], sur El debate, El debate, Culiacán, debatemedia, 14 juin 2021.
- (es) Gladis Balbastro, « La canción “Hasta la miel amarga” no la escribió un hombre, fue esta MUJER y ¡la interpreta como una reina! » [html], sur El Heraldo de México, El Heraldo, Ciudad de México, Operadora y Administradora de Información y Editorial, S.A. de C.V., 30 mars 2022.